# Omloop Stoomlocomotieven
De Omloop Stoomlocomotieven (OSL) was een halfjaarlijks overzicht per stoomdepot met de inzet van stoomlocomotieven in Nederland. De laatste OSL werd uitgegeven op 27 september 1957. Daarna verdwenen stoomlocomotieven uit de dienst.
Door inzet van fans van stoomlocomotieven kan kan men er ook anno 2024 nog kennis mee maken, zie bijvoorbeeld deze Lijst van toeristische spoorwegen en museumlijnen in Nederland.